# مديرية غيل باوزير

تعديل مصدري - تعديل

مديرية غيل باوزير إحدى مديريات محافظة حضرموت في شرق اليمن. بلغ عدد سكانها 48831 نسمة عام 2004.

موقع مديرية غيل باوزير في محافظة حضرموت